# Machowska Droga
 Machowska Droga (niem. Asmusstrasse) – droga lokalna w południowo-zachodniej Polsce w województwie dolnośląskim, w powiecie kłodzkim.

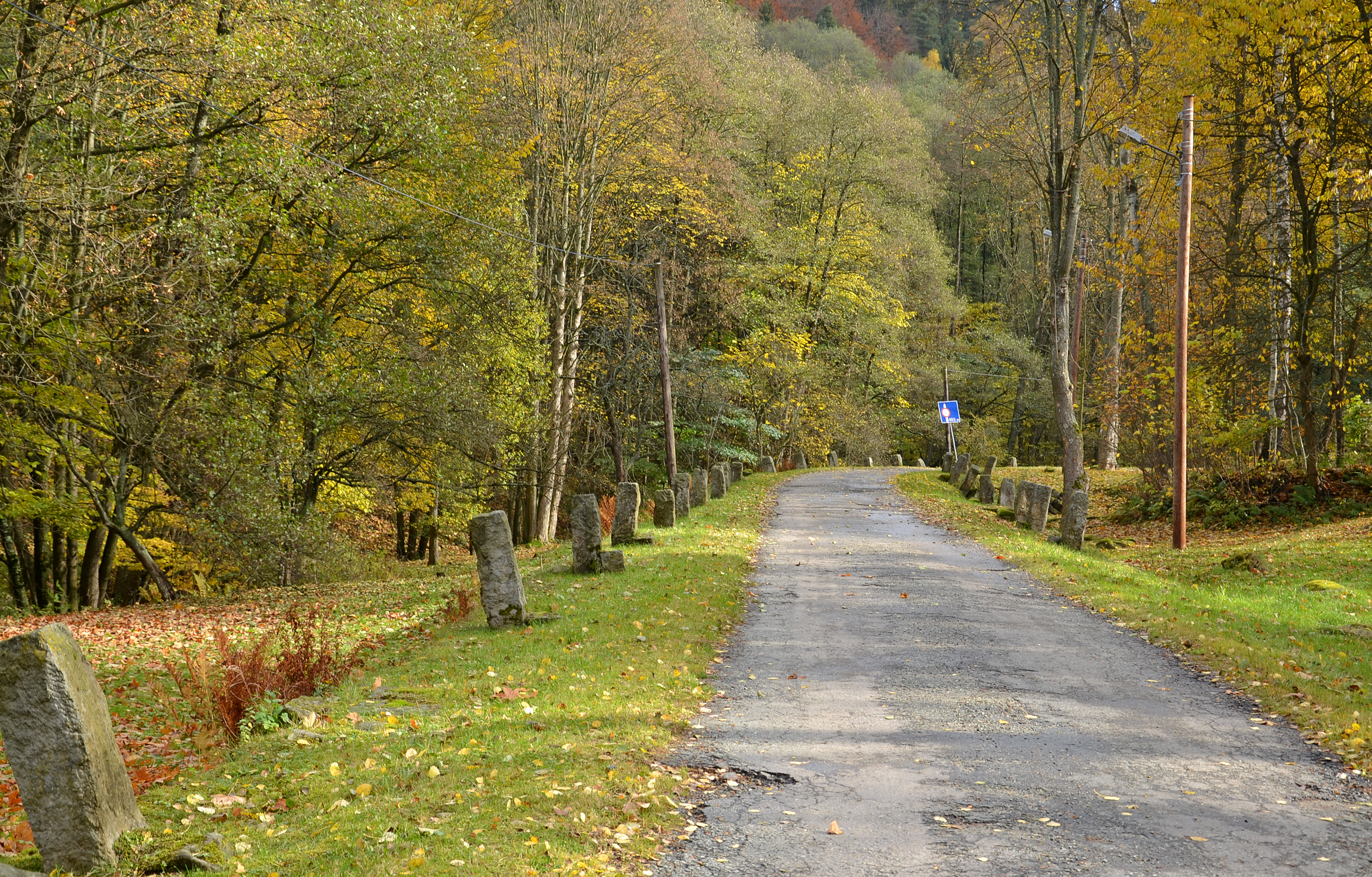
Machowska Droga w dawnej wsi Ostra Góra

## Położenie
Droga w całości położona jest w Parku Narodowym Gór Stołowych, po północno-wschodniej stronie Błędnych Skał i prowadzi od drogi wojewódzkiej nr 389 w Karłowie do byłego przejścia granicznego na szlaku turystycznym Ostra Góra-Machovská Lhota z Czechami. Droga prowadzi lasem regla dolnego, trawersując serpentynami północne zbocze wierzchowiny Skalniaka i zachodnie zbocze Ostrej Góry. Droga na całej długości pokonuje różnicę wzniesień około 250 m.

## Historia
Droga Machowska w przeszłości przez długi czas odgrywała rolę dogodnego traktu pocztowego, stanowiąc przedłużenie Praskiego Traktu. O randze drogi świadczą zachowane do dziś kamienie milowe wskazujące odległości pomiędzy miejscami odpoczynku.

## Turystyka
Drogą prowadzą trzy szlaki turystyczne:
- z Pasterki do Błędnych Skał[2],
- Główny Szlak Sudecki z Karłowa do Błędnych Skał[2][2],
- – czerwony odcinek międzynarodowej trasy rowerowej – Pętla Mała z Radkowa do Polic nad Metuji.